# Carly Piper
Carly Piper (Detroit, 23 september 1983), is een voormalig topzwemster uit de Verenigde Staten, die bij de Olympische Spelen in Athene (2004) met de Amerikaanse estafetteploeg het zeventien jaar oude wereldrecord verbeterde op de 4x200 meter vrije slag.

## Carrière
Bij haar internationale debuut, op de Pan-Amerikaanse Spelen 2003 in Santo Domingo, veroverde Piper samen met Elizabeth Hill, Colleen Lanne en Dana Vollmer goud op de 4x200 meter vrije slag. Het succesvolle 4x200 meter vrije slag estafetteteam van Team USA waarmee de Amerikaanse goud won op de Olympische Zomerspelen van 2004 in Athene bestond verder uit Natalie Coughlin, Kaitlin Sandeno en Dana Vollmer. Tijdens de wereldkampioenschappen zwemmen 2005 in Montreal werd Piper uitgeschakeld in de series van de 400 meter vrije slag. Op de wereldkampioenschappen kortebaanzwemmen 2006 in Shanghai eindigde de Amerikaanse als twaalfde op de 800 meter vrije slag, op de 400 meter vrije slag strandde ze in de series. Samen met Kate Ziegler, Margaret Hoelzer en Amanda Weir zwom ze in de series van de 4x200 meter vrije slag, in de finale sleepten Ziegler en Weir samen met Rachel Komisarz en Kaitlin Sandeno de bronzen medaille in de wacht. In Omaha (Nebraska) wist Piper zich tijdens de Amerikaanse olympische trials 2008 niet te kwalificeren voor de Olympische Zomerspelen 2008.

## Internationale toernooien
| Jaar | Olympische Spelen | WK langebaan        | WK kortebaan                                                                               | PanPacs       | Pan-Ams           |
| ---- | ----------------- | ------------------- | ------------------------------------------------------------------------------------------ | ------------- | ----------------- |
| 2003 |                   | geen deelname       |                                                                                            |               | 4x200m vrije slag |
| 2004 | 4x200m vrije slag |                     | geen deelname                                                                              |               |                   |
| 2005 |                   | 10e 400m vrije slag |                                                                                            |               |                   |
| 2006 |                   |                     | 12e 800m vrije slag · 14e 400m vrije slag · 4x200m vrije slag · Piper zwom enkel de series | geen deelname |                   |

## Persoonlijke records

### Kortebaan
| Afstand         | Tijd    | Datum         | Plaats          |
| --------------- | ------- | ------------- | --------------- |
| 200m vrije slag | 1.58,34 | 18 maart 2004 | College Station |
| 400m vrije slag | 4.06,37 | 18 maart 2004 | College Station |
| 800m vrije slag | 8.34,67 | 18 maart 2004 | College Station |

### Langebaan
| Afstand         | Tijd    | Datum            | Plaats          |
| --------------- | ------- | ---------------- | --------------- |
| 200m vrije slag | 1.59,99 | 10 juli 2004     | Long Beach      |
| 400m vrije slag | 4.11,05 | 1 april 2005     | Indianapolis    |
| 800m vrije slag | 8.44,07 | 12 augustus 2002 | Fort Lauderdale |